# Melisophista
Melisophista é um gênero de traça pertencente à família Brachodidae.